# Теодора Недева
Теодора Недева (нар. 22 квітня 1977) — колишня болгарська тенісистка.
Найвищу одиночну позицію світового рейтингу — 409 місце досягла 6 березня 1995, парну — 168 місце — 10 липня 1995 року.
Здобула 19 парних титулів туру ITF.
Завершила кар'єру 1999 року.

## Фінали ITF

### Парний розряд: 31 (19–12)
| Легенда          |
| ---------------- |
| Турніри $100,000 |
| Турніри $75,000  |
| Турніри $50,000  |
| Турніри $25,000  |
| Турніри $10,000  |

| Фінали за покриттям |
| ------------------- |
| Тверде (3–2)        |
| Ґрунт (16–10)       |
| Трава (0–0)         |
| Килим (0–0)         |

| Результат | W–L   | Дата     | Турнір                           | Рівень | Покриття | Партнерка                        | Суперниці                                       | Рахунок             |
| --------- | ----- | -------- | -------------------------------- | ------ | -------- | -------------------------------- | ----------------------------------------------- | ------------------- |
| Поразка   | 0–1   | Лют 1993 | ITF Амадора, Португалія          | 10,000 | Тверде   | Віраг Чурго                      | Лара Біттер Майке Каутстал                      | 0–6, 6–3, 2–6       |
| Поразка   | 0–2   | Бер 1993 | ITF Рамат-га-Шарон, Ізраїль      | 10,000 | Тверде   | Галя Ангелова                    | Баркан Неллі Шаповалова Тесса                   | 2–6, 6–7(5)         |
| Поразка   | 0–3   | Тра 1993 | ITF Битом, Польща                | 10,000 | Ґрунт    | Антоанета Пандєрова              | Білецька Наталія Олена Татаркова                | w/o                 |
| Поразка   | 0–4   | Чер 1993 | ITF Софія, Болгарія              | 10,000 | Ґрунт    | Галя Ангелова                    | Лаура Монтальво Валентіна Соларі                | 6–7(6), 6–2, 6–7(4) |
| Поразка   | 0–5   | Чер 1993 | ITF Пловдив, Болгарія            | 10,000 | Ґрунт    | Галя Ангелова                    | Цветелина Николова Антоанета Пандєрова          | 3–6, 3–6            |
| Перемога  | 1–5   | Лют 1994 | ITF Фару, Португалія             | 10,000 | Тверде   | Антоанета Пандєрова              | Ісіда Кейко Ямаґісі Йоріко                      | 6–1, 6–3            |
| Перемога  | 2–5   | Лют 1994 | ITF Амадора, Португалія          | 10,000 | Тверде   | Антоанета Пандєрова              | Аліна Жидкова Анна Лінкова                      | 6–3, 6–1            |
| Поразка   | 2–6   | Кві 1994 | ITF Супетар, Хорватія            | 10,000 | Ґрунт    | Антоанета Пандєрова              | Марія Фернанда Ланда Лаура Монтальво            | 4–6, 2–6            |
| Перемога  | 3–6   | Кві 1994 | ITF Бол, Хорватія                | 10,000 | Ґрунт    | Антоанета Пандєрова              | Мартіна Гаутова Бланка Кумбарова                | 6–3, 7–5            |
| Перемога  | 4–6   | Сер 1994 | ITF Пловдив, Болгарія            | 10,000 | Ґрунт    | Антоанета Пандєрова              | Дора Джилянова Десислава Топалова               | 6–4, 4–6, 6–2       |
| Перемога  | 5–6   | Вер 1994 | ITF Варна, Болгарія              | 10,000 | Ґрунт    | Бондаренко Наталія Володимирівна | Лара Біттер Aafje Evers                         | 6–1, 6–4            |
| Перемога  | 6–6   | Жов 1994 | ITF Бургас, Болгарія             | 10,000 | Ґрунт    | Антоанета Пандєрова              | Патрісія Маркова Генріетте ван Алдерен          | 2–6, 6–4, 6–0       |
| Перемога  | 7–6   | Бер 1995 | ITF Аліканте, Іспанія            | 10,000 | Ґрунт    | Міхо Саекі                       | Патрісія Азнар Elisa Peñalvo López              | 6–3, 6–1            |
| Перемога  | 8–6   | Кві 1995 | ITF Пловдив, Болгарія            | 25,000 | Ґрунт    | Антоанета Пандєрова              | Комлева Світлана Сухова Ірина                   | 7–5, 6–1            |
| Поразка   | 8–7   | Чер 1995 | ITF Лодзь, Польща                | 10,000 | Ґрунт    | Хрістіна Захаріду                | Євгенія Куликовська Наталія Немчинова           | 7–6(2), 3–6, 3–6    |
| Перемога  | 9–7   | Чер 1995 | ITF Битом, Польща                | 10,000 | Ґрунт    | Катажина Теодорович-Лісовська    | Куликовська Євгенія Борисівна Наталія Немчинова | 6–2, 6–2            |
| Поразка   | 9–8   | Сер 1995 | ITF Карфаген, Туніс              | 10,000 | Ґрунт    | Талина Бейко                     | Йоланда Клемот Марія Фернанда Ланда             | 3–6, 2–6            |
| Перемога  | 10–8  | Лис 1995 | ITF Каїр, Єгипет                 | 10,000 | Ґрунт    | Антоанета Пандєрова              | Лімор Габай Гіла Розен                          | 3–6, 6–1, 7–6(8)    |
| Перемога  | 11–8  | Лис 1995 | ITF Каїр, Єгипет                 | 10,000 | Ґрунт    | Антоанета Пандєрова              | Кільдін Шевальє Tessa Shapovalova               | 5–7, 6–3, 6–0       |
| Перемога  | 12–8  | Тра 1996 | ITF Нітра, Словаччина            | 10,000 | Ґрунт    | Віра Жуковець                    | Зузана Валекова Габріела Волекова               | w/o                 |
| Перемога  | 13–8  | Тра 1996 | ITF Пряшів, Словаччина           | 10,000 | Ґрунт    | Моніка Машталіржова              | Людмила Черванова Мартіна Неделькова            | 6–4, 6–3            |
| Перемога  | 14–8  | Лип 1996 | ITF Ф'юмічіно, Італія            | 10,000 | Ґрунт    | Андрея Ехрітт-Ванк               | Габріелла Боск'єро Sara Ventura                 | 6–0, 6–3            |
| Поразка   | 14–9  | Сер 1996 | ITF Катанія, Італія              | 10,000 | Ґрунт    | Жидкова Аліна Володимирівна      | Катя Альтілія Лаура Фодорян                     | 6–1, 4–6, 3–6       |
| Поразка   | 14–10 | Вер 1996 | ITF Софія, Болгарія              | 25,000 | Ґрунт    | Антоанета Пандєрова              | Лаура Монтальво Ленка Немечкова                 | 2–6, 0–6            |
| Перемога  | 15–10 | Лис 1996 | ITF Ісмаїлія, Єгипет             | 10,000 | Ґрунт    | Катарина Среботнік               | Ширі Бурштейн Деббі Гак                         | 6–4, 6–4            |
| Перемога  | 16–10 | Тра 1997 | ITF Софія, Болгарія              | 10,000 | Ґрунт    | Марина Лазаровська               | Marina Caiazzo Катарина Мишич                   | 6–4, 6–2            |
| Поразка   | 16–11 | Тра 1997 | ITF Новий Сад, Югославія         | 10,000 | Ґрунт    | Драгана Зарич                    | Татьяна Гарбін Франческа Гвардільї              | 4–6, 4–6            |
| Перемога  | 17–11 | Тра 1997 | ITF Скоп'є, Республіка Македонія | 10,000 | Ґрунт    | Драгана Зарич                    | Лаура Фодорян Катя Альтілія                     | 6–3, 6–2            |
| Перемога  | 18–11 | Чер 1997 | ITF Бургас, Болгарія             | 10,000 | Тверде   | Павліна Нола                     | Майке Фреліх Кристина Поятина                   | 6–1, 6–2            |
| Поразка   | 18–12 | Тра 1998 | ITF Софія, Болгарія              | 10,000 | Ґрунт    | Десислава Топалова               | Ольга Виметалкова Міхаела Паштікова             | 5–7, 6–7(5)         |
| Перемога  | 19–12 | Лип 1997 | ITF Скоп'є, Республіка Македонія | 10,000 | Ґрунт    | Антоанета Пандєрова              | Филипа Габровська Радослава Топалова            | 6–3, 6–0            |

## Кубок Федерації
Teodora Nedeva дебютувала за Збірна Болгарії Кубку Федерації in 1996.

### Парний розряд
| Edition                       | Раунд | Дата           | Партнерка          | Супротивник                             | Покриття | Суперниці                           | W/L | Результат          |
| ----------------------------- | ----- | -------------- | ------------------ | --------------------------------------- | -------- | ----------------------------------- | --- | ------------------ |
| 1996 World Group II Play-Offs | PO    | 14 липня 1996  | Павліна Нола       | Південна Корея                          | Ґрунт    | Choi Ju-yeon Choi Young-ja          | L   | 4–6, 6–4, 6–7(3–7) |
| 1997 Europe/Africa Group I    | RR    | 23 квітня 1997 | Десислава Топалова | Збірна Росії з тенісу в Кубку Федерації | Ґрунт    | Анна Курникова Олена Лиховцева      | L   | 2–6, 7–6(9–7), 0–6 |
| 1997 Europe/Africa Group I    | RR    | 24 квітня 1997 | Десислава Топалова | Греція                                  | Ґрунт    | Хрістіна Пападакі Хрістіна Захаріду | L   | 2–6, 1–6           |

- RR = Коловий турнір
- PPO = Promotion Play-off